# Astenus pulchellus
Astenus pulchellus är en skalbaggsart som först beskrevs av Oswald Heer 1839.  Astenus pulchellus ingår i släktet Astenus, och familjen kortvingar. Arten är reproducerande i Sverige.